# Le Champ-près-Froges
Le Champ-près-Froges település Franciaországban, Isère megyében. Lakosainak száma 1317 fő (2022. január 1.). Le Champ-près-Froges Lumbin, Laval-en-Belledonne, Les Adrets, Froges, Hurtières, La Pierre és Crolles községekkel határos.

## Népesség
A település népességének változása:
| Lakosok száma | 556  | 924  | 1008 | 1201 | 1219 | 1220 | 1197 | 1211 | 1231 | 1317 |
|               | 1968 | 1982 | 1990 | 2006 | 2013 | 2015 | 2017 | 2019 | 2020 | 2022 |